# Thomas Lorenzen

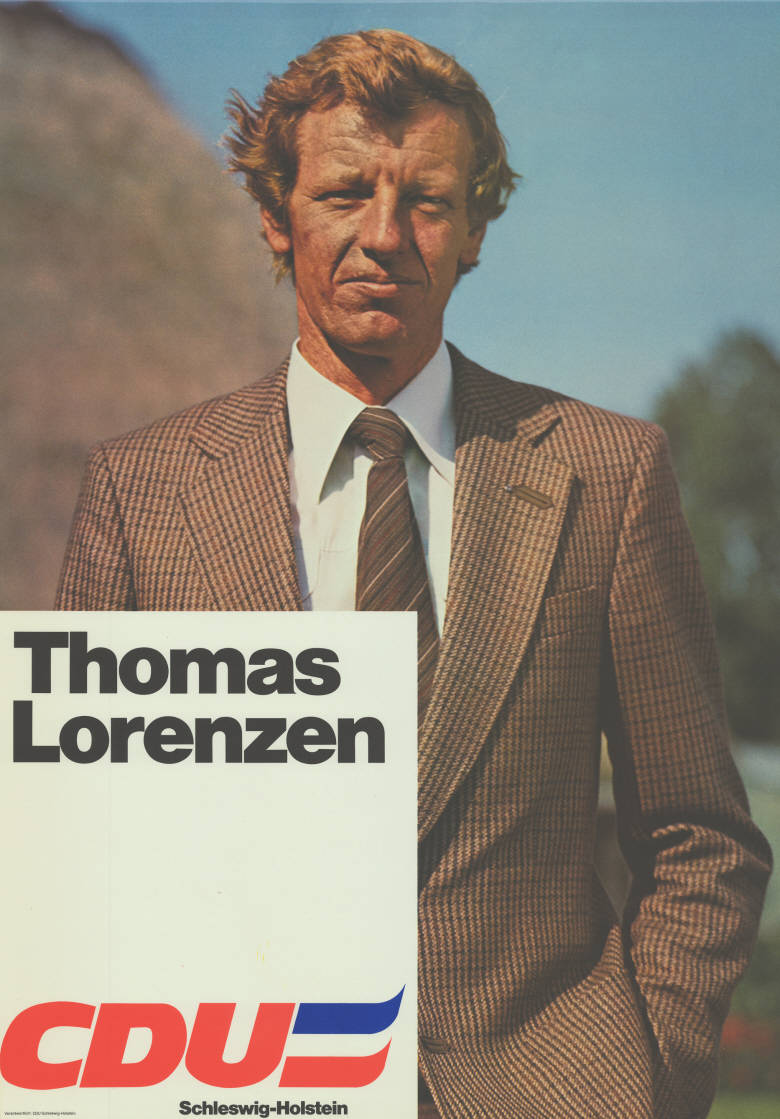
Kandidatenplakat zur Landtagswahl in Schleswig-Holstein 1979

Thomas Lorenzen (* 23. Juli 1940 in Meyn, Kreis Schleswig-Flensburg; † 28. Oktober 2020 in Meyn) war ein deutscher Politiker (CDU). Er war von 1979 bis 1992 Mitglied des Landtags von Schleswig-Holstein.

## Leben und Beruf
Nachdem Thomas Lorenzen die Schule mit dem Abitur abgeschlossen hatte, absolvierte er von 1959 bis 1961 eine landwirtschaftliche Lehre. Er legte die Gehilfenprüfung ab und besuchte dann zwei Semester lang die Landwirtschaftsschule in Flensburg. Im Jahr 1967 bestand er seine Meisterprüfung und war seitdem als selbstständiger Landwirt tätig. Er war verheiratet und Vater von fünf Kindern.

## Politik
Lorenzen trat 1969 in die CDU ein. Für seine Partei war er ab 1974 als zweiter stellvertretender Kreisvorsitzender tätig, von 1980 bis 1992 war er Vorsitzender des CDU-Kreisverbands Schleswig-Flensburg.
Mitglied der Hauptversammlung der Landwirtschaftskammer Schleswig-Holstein wurde Lorenzen 1968, ab 1978 war er Vorsitzender des Finanzausschusses. 1978 wurde er zweiter stellvertretender Vorsitzender des Kreisbauernverbandes Flensburg und Mitglied des Landeshauptausschusses.
Im Jahr 1970 wurde er in Meyn zum Gemeindevertreter gewählt und 1974 zum Bürgermeister der Gemeinde. Von 1978 bis 1985 war er Amtsvorsteher des Amtes Schafflund. Im Jahr 1970 wurde Lorenzen erstmals in den Kreistag des Kreises Schleswig-Flensburg gewählt, 1974 wurde er Vorsitzender des Kämmereiausschusses. Ab 1978 war er CDU-Fraktionsvorsitzender im Kreistag und erster stellvertretender Landrat. Im Juli 1979 schied er dann aus dem Kreistag aus.
Bei den schleswig-holsteinischen Landtagswahlen 1979, 1983 und 1987 wurde Lorenzen jeweils als Direktkandidat der CDU im Wahlkreis 3 (Flensburg-Land) in den Landtag gewählt, bei der Wahl 1988 schaffte er den Wiedereinzug in den Kieler Landtag über die Landesliste der CDU. Er war Abgeordneter vom 29. Mai 1979 bis zum 5. Mai 1992. Von April 1983 bis August 1984 war er Fraktionsvorstandsbeisitzer der CDU, vom 2. Oktober 1987 bis zu seinem Ausscheiden aus dem Landtag war er stellvertretender Fraktionsvorsitzender. Im Landtag war Lorenzen unter anderem im Landeswahlausschuss und im Finanzausschuss tätig, dessen Vorsitzender er von 1983 bis 1987 war. Ferner führte er von 1988 bis 1992 den Vorsitz des Agrarausschusses, dem er auch lange Zeit als stellvertretendes Mitglied angehörte.
Lorenzen nahm am 23. Mai 1989 an der neunten Bundesversammlung teil, bei der Richard von Weizsäcker zum Bundespräsidenten gewählt wurde.

## Ehrungen
Lorenzen wurde 1987 das Bundesverdienstkreuz am Bande und 1995 das Bundesverdienstkreuz 1. Klasse verliehen, zudem wurde er mit der Verleihung der Freiherr-vom-Stein-Medaille des Landes Schleswig-Holstein geehrt.